# 메르헨 메드헨
메르헨 메드헨(メルヘン・メドヘン, Märchen Mädchen, Maerchen Maedchen)는 마츠 토모히로와 StoryWorks, 칸토쿠에 의한 미디어 믹스.
시나리오 원작은 마츠, 일러스트는 칸토쿠가 맡았으며, 오리지널 애니메이션을 포함한 미디어 믹스 프로젝트로, 2014년부터 시작했다. 그러나 마츠 토모히로의 사망으로 프로젝트가 중지되었으나 마츠 토모히로가 대표로 있던 창작집단 스토리 워크스에서 생전에 남긴 스토리를 기반으로 다시 프로젝트를 진행하였다. 2017년 2월에 프로젝트 제1장은 대시 엑스 문고(슈에이샤)부터 라이트 노벨 소설을 발행하였다. 『점프 스퀘어』(슈에이샤)에서는 2017년 11월호부터 2018년 6월호까지 만화로 발간했고, 2018년 1월부터 3월까지 TV 애니메이션화로 방영되었다. 원래 전 12화였으며, 11, 12화는 OVA로서 발매될 예정이다.